# Najt

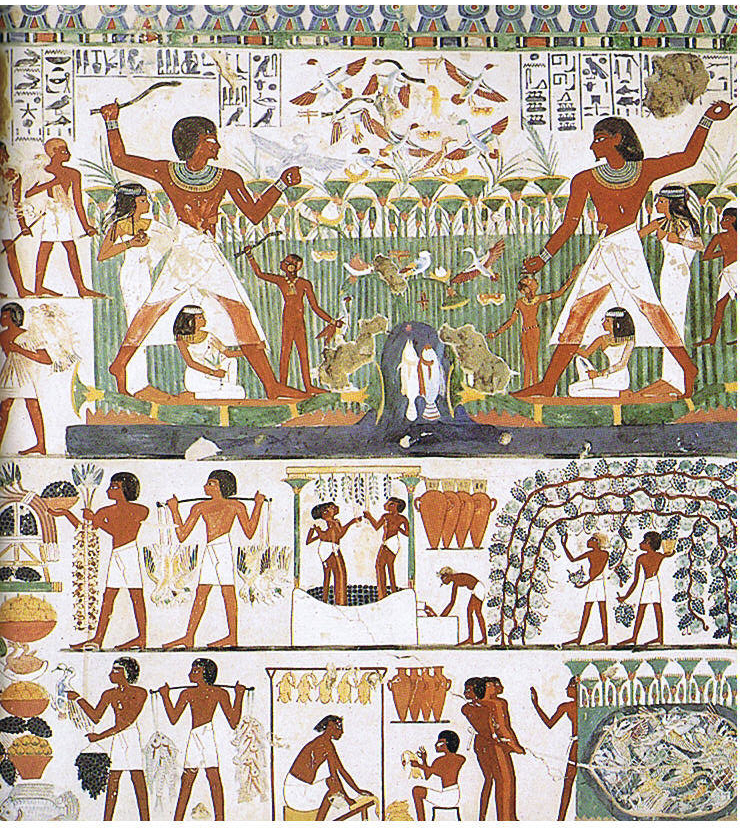
Escenas de la tumba tebana de Najt, TT52, donde arriba, se representa a Najt cazando en la marisma.

Najt (en idioma inglés: Nakht, significando "El Fuerte", "El Poderoso", nombre muy utilizado en el antiguo Egipto) era un oficial del Antiguo Egipto. Era "astrónomo de Amón", escriba, sacerdote, "jefe de los graneros" y "encargado de las viñas del rey" durante el reinado de Tutmosis IV, en la decimoctava dinastía.
Fue enterrado junto con su mujer Tawi, cantora de Amón, en la Necrópolis tebana, en la tumba TT52, una de las más hermosas de la zona por sus pinturas que representan escenas de la vida real.